# Buchholterberg
Buchholterberg (toponimo tedesco; fino al 1805 Mittel-Buchholterberg o Mittelbuchholterberg) è un comune svizzero di 1 552 abitanti del Canton Berna, nella regione dell'Oberland (circondario di Thun).

## Storia
Nel 1805 il comune di Mittel-Buchholterberg fu accorpato all'altro comune soppresso di Wachseldorn-Gützenschwendi per formare il nuovo comune di Buchholterberg-Wachseldorn, il quale tuttavia nel 1823 fu nuovamente scisso nei comuni di Buchholterberg e Wachseldorn.

## Monumenti e luoghi d'interesse

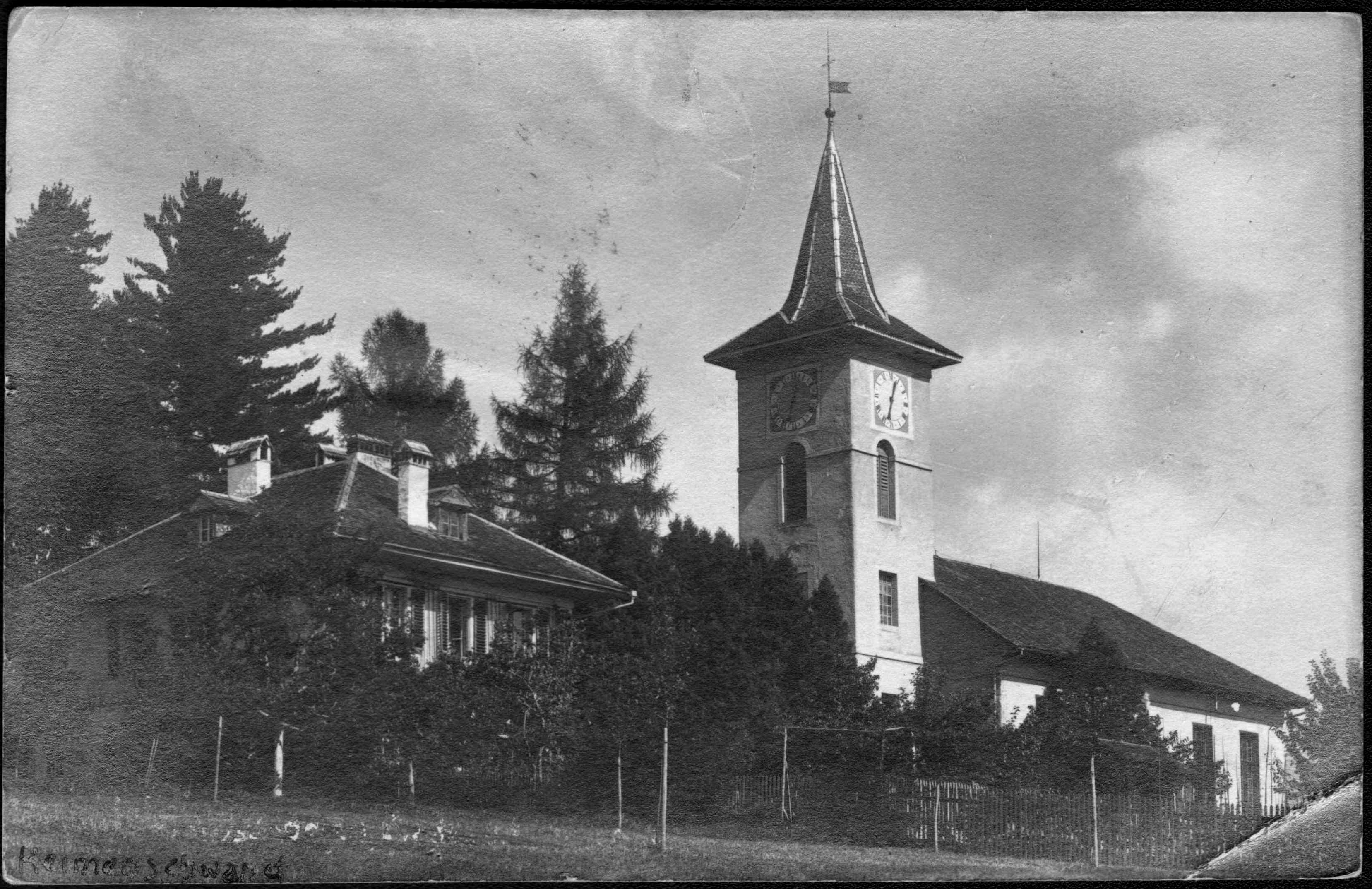
La chiesa riformata

- Chiesa riformata di Heimenschwand, eretta nel 1835[1].

## Società

### Evoluzione demografica
L'evoluzione demografica è riportata nella seguente tabella:
Abitanti censiti

## Geografia antropica

### Frazioni
Le frazioni di Buchholterberg sono:
- Obere Allmendgemeinde
  - Bätterich
  - Heimenschwand, in parte (sede comunale)
  - Zihl
- Untere Allmendgemeinde
  - Badhaus
  - Heimenschwand, in parte (sede comunale)
  - Ibach
  - Marbach
  - Rothache
  - Schaubhaus
  - Teufenbach
  - Wangelen
  - Wyler
- Nuovi quartieri
  - Heimenegg
  - Höh
  - Längmatt

## Amministrazione
Ogni famiglia originaria del luogo fa parte di uno dei due comuni patriziali (Obere Allmendgemeinde e Untere Allmendgemeinde) e ha la responsabilità della manutenzione di ogni bene ricadente all'interno dei confini del comune.